# Чон Да Хе
Чон Да Хе (кор. 전다혜, 全多慧, англ. Jeon Da-Hye род. 23 ноября 1983, г. Пхохан, провинция Кёнсан-Пукто) — южнокорейская шорт-трекистка, Двукратная чемпионка мира и чемпионка Олимпийских игр 2006 года в эстафете.

## Биография
Чон Да Хе стала заниматься шорт-треком в 1995 году, когда училась в 6-м классе начальной школы Дэсан в Тэгу,. В 1999 году участвовала на юниорском чемпионате мира в Монреале и заняла там 3-е место в беге на 1000 метров и 6-е в общем зачёте. В том же году во время учебы в средней школе для девочек Тэгу её отобрали в национальную сборную. 
В апреле 2001 года на чемпионате мира в Чонджу выиграла серебряную медаль в составе эстафетной команды, и тогда же завоевала серебро на командном чемпионате мира в Нобеяме. В конце 2001 года была исключена из состава национальной сборной из-за травмы и поэтому пропустила Олимпийские игры 2002 года. В 2002 году она поступила в Корейский спортивный университет.
В январе 2003 года она участвовала на зимней Универсиаде в Тарвизио и выиграла бронзу на дистанции 1000 метров и золото в эстафете. Чон Да Хе была снова выбрана в национальную команду в 2004 году, и в январе 2005 года она заняла 1 место на национальном чемпионате, следом выиграла золотую медаль в составе эстафеты на зимней Универсиаде в Инсбруке, а в марте на командном чемпионате мира в Чхунчхоне завоевала свою первую золотую медаль в составе женской команды. 
В феврале 2006 года она попала на Олимпийские игры в Турине в составе эстафетной команды и завоевала золотую медаль вместе с Чхве Ын Гён, Пён Чхон Са, Чин Сон Ю и Кан Юн Ми. Её мать Чон Ён Ми и отец Чон Хён Бэ приветствовали, поднимая руки, праздную победу их дочери. На закрытии Олимпиады Да Хе была знаменосцем сборной Кореи. После игр в марте выиграла золотую медаль в составе женской команды на чемпионате мира среди команд в Монреале. 
В 2007 году она работала тренером по скейтбордингу. Весной 2009 года Чон была выбрана в качестве запасного члена национальной сборной на зимние Олимпийские игры в Ванкувере, заняв 6-е место в общем зачете на национальном отборе. Однако возможности участвовать в соревнованиях на Олимпиаде у нее не было. Осенью 2009 года участвовала на Кубке мира в Пекине, где в эстафете заняла первое место и в беге на 500 м стала 18-й. После этого была в команде мэрии Тэджона и мэрии Каннына.
Она закончила свою карьеру в качестве члена правительства провинции Чонбук, а также была членом команды по фигурному катанию провинциального управления Чонбук. В феврале 2011 года Чон завоевала золотую медаль в беге на 500 метров среди женщин на Национальном спортивном фестивале Кореи 2011 года на 0,37 секунды, опередив золотого призера Олимпийских игр 2006 года Кан Юн Ми. В 2018 году стала ежедневным тренером любителей фигурного катания в регионе Чонбук.